# Чукеци (Валча)
Чукеци (рум. Ciucheți) насеље је у Румунији у округу Валча у општини Синешти. Oпштина се налази на надморској висини од 311 m.

## Становништво
Према подацима из 2002. године у насељу је живело 309 становника, од којих су сви румунске националности.